# Arseniusz (Glavčić)
Arseniusz, imię świeckie Milomir Glavčić (ur. 10 marca 1978 we Vršacu) – serbski biskup prawosławny.

## Życiorys
W 1998 ukończył z wyróżnieniem seminarium duchowne św. Sawy w Belgradzie, po czym kontynuował naukę teologii na studiach na Uniwersytecie Belgradzkim. Podczas studiów wyjechał na rok do Moskwy na kurs języka rosyjskiego. W 2002, jeszcze w trakcie nauki, został sekretarzem eparchii banackiej i pełnił tę funkcję przez dwa lata. W 2004, gdy jego duchowy opiekun, biskup Chryzostom (Stolić), został ordynariuszem eparchii žickiej, Milomir Glavčić objął stanowisko jego sekretarza. Zamieszkał również w rezydencji biskupiej na terenie monasteru Žiča jako posłusznik. W 2005 ukończył studia teologiczne. W 2006 rozpoczął studia podyplomowe w zakresie teologii prawosławnej, ze specjalnością liturgika, na Uniwersytecie Arystotelesa w Salonikach, które ukończył w 2012, broniąc z wyróżnieniem pracy poświęconej typikonowi św. Nikodema, arcybiskupa serbskiego.
1 sierpnia 2007 złożył w monasterze Studenica wieczyste śluby mnisze, przyjmując imię zakonne Arseniusz. W tym samym miesiącu został wyświęcony na hierodiakona przez biskupa žickiego Chryzostoma. Ten sam hierarcha 15 sierpnia 2007 udzielił mu święceń kapłańskich. W 2008 otrzymał godność archimandryty. Żył na stałe w monasterze Žiča do 2011, gdy w Kraljevie otwarto nową rezydencję biskupią; wówczas jako mnich asystujący biskupowi Chryzostomowi przeniósł się tam razem z nim. W rezydencji biskupiej służył także po śmierci Chryzostoma, asystując jego następcy, biskupowi Justynowi. W 2014 podjął w Salonikach studia doktorskie w dziedzinie teologii.
23 maja 2014 został nominowany na biskupa toplickiego, wikariusza patriarchy serbskiego. Jego chirotonia biskupia odbyła się 31 sierpnia tegoż roku w soborze św. Michała Archanioła w Belgradzie, pod przewodnictwem patriarchy serbskiego Ireneusza. W 2017 objął katedrę niską.
W 2024 r. został podniesiony do godności metropolity.